# Macrochelys temminckii
Macrochelys temminckii (Troost, 1835), comunemente nota come testuggine alligatore, è una testuggine appartenente alla famiglia Chelydridae. È l'unica specie del genere Macrochelys.

## Descrizione

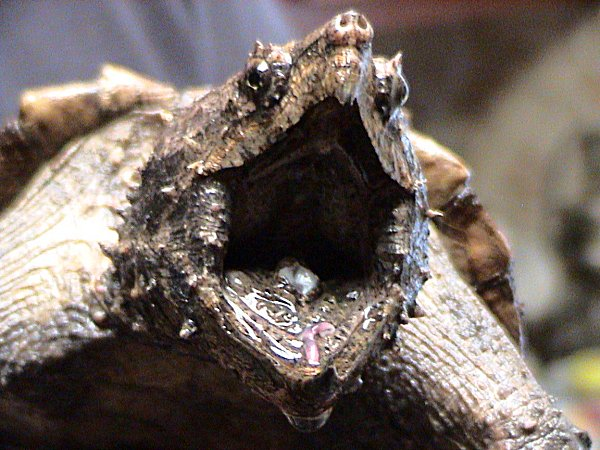
Testuggine alligatore

È la più grande testuggine del Nord America, può raggiungere 100 kg di peso e il metro e mezzo di lunghezza.
Ha un carapace diviso in tre carene che misura da 34 a 66 cm e oltre di colore grigio o brunastro e spesso ricoperto di alghe, che mimetizzano la testuggine sul fondo dei fiumi. Il piastrone è piccolo e grigiastro. La testa è massiccia e triangolare e le mascelle sono uncinate, la coda è molto lunga.
Una particolarità è la presenza di un'appendice rossastra a forma di verme presente sulla lingua che viene utilizzata per attirare le prede, pesci, crostacei e piccoli mammiferi.
Sebbene pesi solo un quintale, la testuggine alligatore è in grado di sprigionare una forza di morso davvero impressionante: può infatti esercitare una pressione di 6900 kPa, ovvero 70 kg/cm² o 1000 psi. È più potente del morso di un leone o di uno squalo bianco, paragonabile a quello di una tigre, e di poco inferiore a quello di una iena maculata, che può raggiungere i 7600 kPa (1100 psi).

## Biologia
Queste testuggini sono molto legate alla vita acquatica e raggiungono la riva solo per la deposizione delle uova. È attiva prevalentemente di notte, praticando una particolare tecnica di caccia: mentre è immobile sul fondale tiene la bocca spalancata e agita la lingua, simile a un verme, attirando così pesci e anfibi.

### Riproduzione
Gli accoppiamenti sono subacquei, avvengono tra febbraio e aprile. La testuggine alligatore depone da 8 a 52 uova sferiche che si schiudono dopo 60-100 giorni tra aprile e giugno. Il sesso dei nuovi nati in questa specie è determinato dalla temperatura di incubazione.

## Distribuzione e habitat

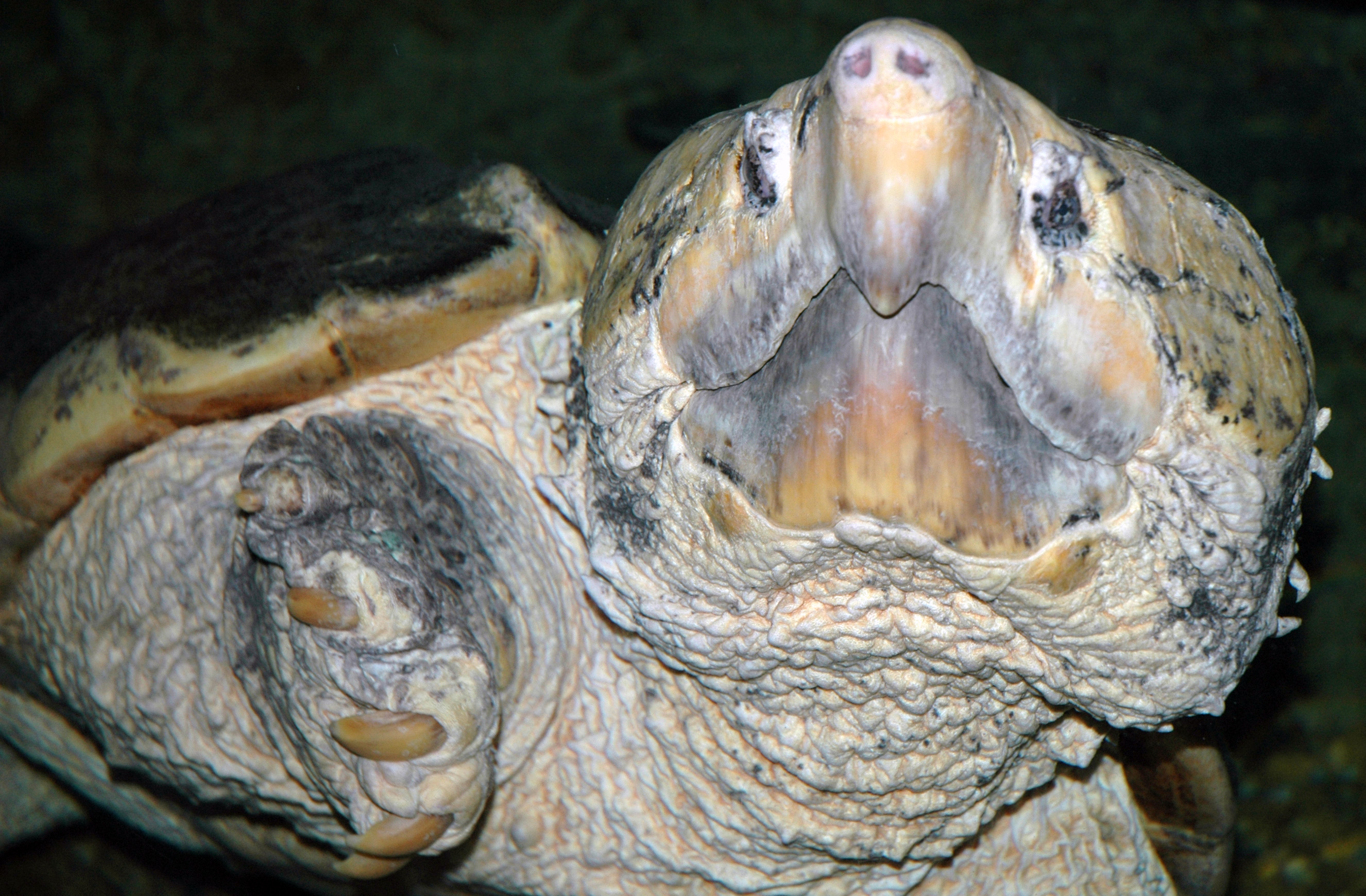
Macrochelys temminckii

Comune negli Stati Uniti d'America sud-orientali, occupa il bacino fluviale del Mississippi fino agli Stati di Kansas, Iowa, e Indiana. Vive anche in habitat aperti, laghi, stagni e fiumi.

## Conservazione
Questa specie è classificata dalla IUCN Red List come vulnerabile.
In Italia ne è vietata la detenzione e la vendita poiché ritenuta pericolosa per l'incolumità e la salute pubblica. Eventuali detenzioni illegali o avvistamenti vanno segnalati ai Carabinieri Forestali. È in via d'estinzione perché le sue carni sono ricercate per la preparazione del brodo di testuggine.